# Орр, Венди
Венди Орр (англ. Wendy Orr) — австралийская писательница, родившаяся в Канаде (Эдмонтон, Алберта). В России и других странах известна как автор романа «Остров Ним» и «Ним в море», по мотивам которой в 2008 году был снят фильм Остров Ним и Возвращение на остров Ним, где в главной роли играет Джуди Фостер, Абигейл Бреслин и Джерард Батлер.
Автор следующих романов:
- Арабелла
- Остров Ним
- Ним в море
- Принцесса и ее пантера и другие

В 9 лет написала свой первый рассказ «Весенний остров» о маленькой девочке, бегущей из приюта, чтобы жить на острове. Во многом это был первый проект острова Ним.
В 1977 в поезде в Лондон познакомилась с молодым австралийцем, вышла замуж и переехала в Австралию, приняв ее гражданство. В 1979 году у нее и ее мужа Тома родился сын Джеймс. В 1980 у них родилась дочь Сьюзен. Многие произведения Венди Орр были удостоены различных наград.